# Бил Пакстън
Уилям „Бил“ Пакстън (на английски: William „Bill“ Paxton) е американски актьор, режисьор и продуцент. Носител на две награди „Сатурн“ и номиниран за „Еми“, три награди „Сателит“ и четири награди „Златен глобус“. Известни филми с негово участие са „Пришълците“, „Хищникът 2“, „Аполо 13“, „Туистър“, „Титаник“, „На ръба на утрешния ден“ и сериалите „Голяма любов“, „Хатфийлд и Маккой“, „Агентите на ЩИТ“ и други.

## Биография
Пакстън е роден на 17 май 1955 г. във Форт Уърт, Тексас, в семейството на Мери Лу и Джон Лейн Пакстън. Майка му е домакиня, а баща му е бизнесмен, продавач на дървен материал, уредник в музей и статист в различни филмови продукции. Умира на 25 февруари 2017 г. от инсулт, вследствие на усложнения след сърдечна операция.

## Частична филмография

### Филми
- 1984 – „Терминаторът“ (The Terminator)
- 1984 – „Огнени улици“ (Streets of Fire)
- 1985 – „Нечиста наука“ (Weird Science)
- 1986 – „Пришълците“ (Aliens)
- 1990 – „Морски пехотинци“ (Navy SEALs)
- 1990 – „Хищникът 2“ (Predator 2)
- 1993 – „Тумбстоун“ (Tombstone)
- 1994 – „Истински лъжи“ (True Lies)
- 1995 – „Тайната вечеря“ (The Last Supper)
- 1995 – „Аполо 13“ (Apollo 13)
- 1996 – „Туистър“ (Twister)
- 1997 – „Титаник“ (Titanic)
- 1998 – „План без грешка“ (A Simple Plan)
- 1998 – „Могъщият Джо Янг“ (Mighty Joe Young)
- 2000 – „Вертикална граница“ (Vertical Limit)
- 2002 – „Деца шпиони 2: Островът на изгубените мечти“ (Spy Kids 2: The Island of Lost Dreams)
- 2003 – „Съпротива“ (Resistance)
- 2003 – „Деца шпиони 3: Краят на играта“ (Spy Kids 3-D: Game Over)
- 2003 – „Духове от бездната“ (Ghosts of the Abyss)
- 2004 – „Клуб „Страх““ (Club Dread)
- 2004 – „Гръмотевични птици“ (Thunderbirds)
- 2004 – „Убежище“ (Haven)
- 2011 – „Мокри поръчки“ (Haywire)
- 2013 – „Два патлака“ (2 Guns)
- 2014 – „На ръба на утрешния ден“ (Edge of Tomorrow)
- 2014 – „Лешояда“ (Nightcrawler)

### Сериали
- 2006 – 2011 – „Голяма любов“ (Big Love)
- 2012 – „Хатфийлд и Маккой“ (Hatfields & McCoys)
- 2014 – „Агентите на ЩИТ“ (Agents of S.H.I.E.L.D.)
- 2017 – „Тренировъчен ден“ (Training Day)

### Режисьор
- 2001 – „Грях“ (Frailty)
- 2005 – „Най-великата игра“ (The Greatest Game Ever Played)